# Politivennen
Politivennen eller Politievennen (som det oprindeligt stavedes) var et ugeblad grundlagt af bogtrykkeren og redaktøren Klaus Henrik Seidelin i 1798. Det eksisterede med få afbrydelser frem til 1846.

## Bladets program
I en indledning, der må betragtes som et program for bladets virksomhed, anførte udgiveren, at i bladet "skulde Undersøgelser af det Rette og Sande i almindelige og enkelte Politianliggender, Underretning om Fremmedes Indretninger, Forslag til Forbedringer og Mangler i Provindserne". Seidelin beråbte sig i programmet til sit nye blad på en "voxende Almenaand", og hentydede hermed til den stigende politiske bevidsthed i borgerklassen som i løbet af slutningen af 1700-tallet var vokset frem.
På grund af den kritiske og reformistiske tone var bladet derfor at anse som et egentligt oppositionsblad. Seidelin forstod at redigere et sådant blad. Han førte en meget hvas pen, var i besiddelse af en vis tirrende satire, som gjorde ham frygtet og manglede desuden ikke kundskaber. Han kom også flere gange i strid med Trykkefrihedsforordningen af 1799 og idømtes bøde og sattes til sidst under censur.
De første numre af Politivennen gjorde straks meget opsigt og skaffede den en forholdsvis stor udbredelse. Den københavnske læseverden var stadig uvante med en offentlig debat, og frygten for at "komme i Bladet" var meget stor. Desuden fungerede Politivennen som en offentlig udhængsplads hvor folk kunne skrive ind om f.eks. manglende rendestensbrædder, eller ødelagte dørklokker, altså ganske private forhold.

## Seidelin som udgiver 1798-1811
Efter bladets første kvartal kunne Seidelin stolt fremhæve en række uordener og mangler som bladet havde været med til at forbedre. Således var listen: 1) Knippelsbros rækværk forbedret ved nye kroge 2) et nyt rendestensbræt udenfor indgangen til Rundekirke 3) to ditto udenfor hjørnehuset af Store Kannikestræde og Store Købmagergade 4) Fortovets forbedring udenfor samme hus ved en trærendes sløjfning 5) et rendestensbræt flikket udenfor Salomons apotek 6) et ditto forbedret udenfor Jakobs urtebod i lille Torvegade osv (fortsætter op til 12 punkter).
Dog indskrænkede den opposition som Politivennen udøvede sig ikke alene til de af Seidelin særlig udhævede uordener; den gik ikke sjældent langt videre. Den udpegede fejl ved det bestående, mangler ved lovene, og skønt den havde stemplet sig selv som en ven af politiet, var den ikke sjældent politiet selv på nakken, hvor denne antoges at have misbrugt sin myndighed.
Allerede de første numre indeholdt en artikel "Om Politiets Rettighed til Uddeling af Stokkeprygl i Tilfælde af Opløb", der, støttende sig på citater af Immanuel Kant og Johann Gottlieb Fichte, benægtede politiets ret til at uddele slag på en urolig folkemængde.
Selvom der mangler egentlige tal til oplysning om bladets oplag, lader det dog til at Politivennen gik godt. Det blev læst med begærlighed, og da prisen var forholdsvis høj, gav bladet sin udgiver et rigeligt udbytte, ligesom det også forskaffede ham stor respekt hos hans medborgere. Bladet var som nævnt i høj grad baseret på læsernes egne indsendte bidrag, men straks efter indførelsen af Trykkefrihedsforordningen af 1799 må bidragene have taget væsentligt af. Dette foranledigede Seidelin til at bringe en erklæring om at "Politievennen vedbliver at modtage enhver frimodig Undersøgelse, enhver Anke mod Vold og Undertrykkelse, enhver Anmældelse af forsømte Pligter, enhver Opdagelse af skadelig Uorden, ethvert Forslag til nyttig Indretning, naar samme ere skrevne med Tydelighed og Anstændighed. At handle anderledes vilde være at misforstaae Forordningen om Trykkefrihedens Grændser, især dens Indledning, 7de Paragraf, og 10de Paragrafs tredie Stykke." Forordningen bestemte blandt andet at ingen anonyme skrifter eller artikler måtte udkomme anonymt, og da næsten alle indlæggene i Politievennen førhen havde været anonyme, har det sikkert afskrækket mange bidragydere.
Seidelin kom omkring dette problem ved at indføre en erklæring under bladets titel om at han var "Forfatter af alle Stykker, hvorunder intet Navn findes". Så selvom der indrykkedes flere signerede indlæg i bladet end førhen, bestod det stadig væsentligst af anonyme indlæg, og bladet fik snart sin forrige tilgang af anmeldelser og rapporter om uordener. Dette fik politimesteren til at indkalde Seidelin på Politikammeret i København 14. november 1800. Her fik han den ordre at forevise bladet for politimesteren inden det trykkedes, altså en forhåndscensur som ikke var hjemlet i loven, og dette system iværksattes fra bladets nr. 134 dette år. Tonen i bladet blev derefter mindre politisk og polemisk mod offentlige indretninger, som ellers havde været dets særkende, og i stedet mere fokuseret på enkeltsager.
Ved Seidelins død i 1811 svandt interessen for Politivennen imidlertid ind. En bogtrykker Rostocks enke arvede Politivennen og Seidelins andet blad Dagen, men manglede Seidelins kampgejst og måtte på grund af svindende oplagstal snart afhænde dem.

## Politivennen 1815-1846
I 1815 opkøbte udgiveren Kristen Kristensen retten til at udgive Politivennen og han forstod at videreføre bladet i Seidelins ånd. Det fortælles at Politievennen var "det eneste danske Blad, som Frederik VI altid læste med Opmærksomhed". Der er således flere eksempler på at kongen har udstedt reskripter som følge af sager der var behandlet i bladets spalter. Samtidig udviklede det sig også i en mere seriøs retning, det blev bl.a. hjemsted for videnskabelige debatter, f.eks. udkæmpede lægerne Erik Svitzer og Michael Djørup i bladets spalter en alvorlig fejde. Det blev i en periode det mest læste blad i Danmark, og det på trods at dets lille format, høje pris (9 mark for et kvartal) og kun ét ugentligt nummer.
I løbet af 1830'erne begyndte det at gå tilbage med Politivennen, hvortil forskellige omstændigheder bidrog. Den fik nogle alvorlige konkurrenter, dels i Sandhedsfaklen, som udgaves af en krigsassessor Hald, der tidligere havde været medarbejder ved Politivennen, men især i Mathias Winthers Raketten. Men hvad der især skadede Politivennen, var den store forandring der i årene 1833-34 begyndte at foregå med det offentlige liv i Danmark. Kjøbenhavnsposten, der nu var blevet et dagblad, bemægtigede sig den indenlandske politik og desuden det meste af det andet stof som førhen havde været Politivennens domæne.
Kristensen afhændede derfor bladet til en bogtrykker Jacobsen, under hvem det ofte skiftede redaktører. Til sidst fik det som redaktør en hestehandler Michael Leonhard Nathanson, og denne omdøbte bladet til Corvetten. Men det udartede sig til et regulært mudderkastningsorgan og i 1846 måtte det lukke helt.

## Chefredaktører
- K.H. Seidelin 1798-1811 (i perioden april – oktober 1804 afløst af stedsønnen Jørgen Johan Albrecht Schønberg).
- Hans Christian Amberg (1749-1815) 18. maj 1811 – 1816
- Kristen Kristensen 20. januar 1816 – 1822
- Johannes Christian Lange 23. november 1822 – 1823 og i Kristen Kristensen's fravær fra 16. august 1828 – 18. oktober 1828
- Kristen Kristensen 2. marts 1823 – 1840
- W. Walther 1. januar 1841 – 31. december 1841
- Kristen Kristensen 1. januar 1842 – 9. april 1842
- cand. jur. C.L. Schønberg 9. april 1842 – 14. maj 1842
- G. Holst 14. maj 1842 – 6. august 1842
- Ludvig Jacobsen 6. august 1842 – 7. november 1842
- L.M. d'Olin Hallberg 7. november 1842 – 2. april 1845
- Landmand G.S. Preisler 4. april 1845 – 8. august 1845
- Hestehandler Michael Leonard Nathanson 8. august 1845 – 1846.